# Americana (muzyka)
Americana – gatunek muzyczny wywodzący się ze Stanów Zjednoczonych, łączący w sobie elementy tradycyjnych, amerykańskich oraz współczesnych gatunków muzycznych takich jak folk, country, rhythm & blues, rock & roll i innych, określana jest czasami także jako „alt-country“ czy „alt.country“ lub w bardziej opisowy sposób jako „progresywne country“, a także nieco złośliwie jako „cowpunk“ czy „y'allternative“.  Według The Americana Music Association americana to "muzyka, która czci oraz pochodzi z tradycji muzycznych korzeni Ameryki i jest inspirowana tradycjami kultury amerykańskiej".
Do artystów grających americanę zaliczają się takie osoby i grupy jak: Johnny Cash, Mavis Staples, The Band, Willie Nelson, Emmylou Harris, Elvis Presley, Loretta Lynn, Ryan Adams, Bob Dylan, Gram Parsons, Solomon Burke, Lucinda Williams, Levon Helm, Lyle Lovett, Justin Townes Earle i wielu innych.
W Polsce z nurtem utożsamia się zespół Grupa Furmana oraz działalność Jerzego Grunwalda.